# Dunam
Een dunam of ook dönüm, dunum, donum is een vlaktemaat uit het Ottomaanse Rijk die nog steeds, in verschillende gestandaardiseerde versies, gebruikt wordt in meerdere landen die vroeger tot dit rijk behoorden. De eenheid werd gedefinieerd als "veertig standaardpassen zowel in de lengte als in de breedte", maar in de praktijk varieerde de maat van plaats tot plaats. De dunam is geen SI-eenheid. Voor oppervlakte is dat immers de vierkante meter (m²).
De naam dönüm, van het Osmaanse ضنمق / dönmek (draaien) lijkt gecalqueerd te zijn op de Byzantijnse stremma die dezelfde oppervlakte had. Naar alle waarschijnlijkheid werd het door de Ottomanen overgenomen van de Byzantijnen uit Pontus et Bithynia.
Momenteel komt een dunam neer op:
- 1.000 m² in Israël, Jordanië, Libanon, Palestina en Turkije. Deze zogenaamde metrieke dunam werd door de Britten gecreëerd ten tijde van het Britse mandaat over Palestina, en werd overgenomen door andere landen in de regio. Ten tijde van het Ottomaanse rijk was een dunam 919,3 m².
- 14.400 vierkante voet (1.337,8 m²) in Cyprus.
- 2.500 m² in Irak.

In onder meer Libië, Syrië, Bosnië en Herzegovina en een aantal andere landen heeft de dunam nog andere afmetingen.

## Conversie
Een "metrieke dunam" is gelijk aan:
- 1.000 vierkante meter
- 10 are
- 0,1 hectare
- 0,247 acre
- 1.195,990 vierkante yards
- 10.763,910 vierkante voet